# البلاسنة (السياني)

تعديل مصدري - تعديل

البلاسنة محلة تابعة لقرية المسالقة، التابعة لعزلة هدفان بمديرية السياني إحدى مديريات محافظة إب في الجمهورية اليمنية، بلغ تعداد سكانها 87 حسب تعداد اليمن لعام 2004.